# Ikoma Maru
„Ikoma Maru” – japoński statek pasażersko-towarowy, oddany do służby w 1926 roku.
Był własnością linii Nippon Yūsen Kaisha. W czasie „incydentu szanghajskiego” w 1932 roku, wojny chińsko-japońskiej oraz wojny na Pacyfiku był wykorzystywany przez Cesarską Armię Japońską do transportu wojska i materiałów wojennych. 21 stycznia 1944 roku został zatopiony przez amerykański okręt podwodny USS „Seahorse” na wodach między wyspami Palau a Nową Gwineą. Statek przewoził wtedy 611 jeńców wojennych – żołnierzy British Indian Army, spośród których 418 poniosło śmierć.
„Ikoma Maru” jest zaliczany do grona tzw. piekielnych statków.

## Dane techniczne
„Ikoma Maru” był statkiem pasażersko-towarowym o długości 107,5 metrów, szerokości 14 metrów i zanurzeniu 8,2 metrów. Jego pojemność wynosiła 3156 BRT.
Napęd zapewniała maszyna parowa potrójnego rozprężania o mocy 284 NHP.
Był w stanie pomieścić czterech pasażerów w kabinach pierwszej klasy oraz 82 pasażerów w kabinach drugiej klasy .

## Historia

### Przebieg służby
Statek został zbudowany w stoczni Yokohama Dock Company w Jokohamie, na zamówienie linii żeglugowych Nippon Yūsen Kaisha. Stępkę położono 24 grudnia 1923 roku. Wodowanie miało miejsce 28 września 1925 roku, wtedy też jednostce nadano nazwę „Ikoma Maru”. Do służby weszła 10 listopada tegoż roku .
W kolejnych latach statek przewoził pasażerów i towary pod flagą linii NYK. 10 lutego 1932 roku, w związku z tzw. incydentem szanghajskim, został doraźnie zarekwirowany przez Cesarską Armię Japońską. Wraz z kilkoma innymi statkami, które weszły w skład naprędce sformowanego konwoju, przewiózł do Szanghaju żołnierzy japońskiej 9. Dywizji Piechoty. Jeszcze w tym samym miesiącu został zwrócony macierzystym liniom .
W lipcu 1937 roku, w związku z rozpoczęciem japońskiej inwazji na Chiny, został ponownie zarekwirowany przez Cesarską Armię. Był wykorzystywany do transportu wojska z Japonii na kontynent, a także do transportu żołnierzy między poszczególnymi portami Chin. W lipcu 1942 roku został zwrócony liniom NYK, jednakże już w grudniu ponownie przeszedł na służbę Cesarskiej Armii .
W czasie wojny na Pacyfiku pływał w konwojach, m.in. na trasach między Palau a Wyspami Japońskimi oraz między Palau a Nową Gwineą .

### Zatopienie
20 stycznia 1944 roku „Ikoma Maru” wypłynął z Palau w składzie konwoju „Wewak 8”. Konwój zmierzał do Hollandii na Nowej Gwinei, a w jego skład wchodziły ponadto statek „Yasukuni Maru”, ścigacz okrętów podwodnych CH-32 oraz pomocniczy ścigacz okrętów podwodnych Cha-47 . „Ikoma Maru” przewoził w swoich ładowniach benzynę, amunicję, żywność, pocztę, a także 611 członków tzw. Samodzielnej Brygady. Ci ostatni byli w rzeczywistości jeńcami wojennymi – żołnierzami British Indian Army, których Japończycy wcielili wbrew ich woli w szeregi swojej armii i wykorzystywali jako robotników przymusowych.
Dzięki złamaniu japońskich szyfrów amerykański wywiad wiedział o planach Japończyków. 21 stycznia dowódcę okrętu podwodnego USS „Seahorse”, który odbywał patrol na wodach między Palau a Nową Gwineą, uprzedzono, że przez akwen ten będzie przepływał japoński konwój. Jeszcze tego samego dnia, krótko po południu, „Seahorse” wykrył nieprzyjacielskie jednostki. Po wielogodzinnym podejściu, korzystając z ochrony jaką dawał zmrok, zajął dogodną pozycję do ataku. O 21:37 wystrzelił trzy torpedy, z których jedna trafiła „Ikomę Maru”, a druga „Yasukuni Maru. Ten ostatni zatonął w ciągu 20 minut. „Ikoma Maru”, który otrzymał trafienie bezpośrednio w maszynownię, zaczął zwalniać i nabierać wodę.
„Seahorse” usiłował dobić uszkodzoną jednostkę. Gdy jednak odpalił salwę czterech torped, wszystkie chybiły celu. Przyczyną okazało się złe ustawienie optycznego namiernika celu (TBT). Po jego uregulowaniu, o godzinie 23:24, „Seahorse” ponownie wystrzelił dwie torpedy w kierunku „Ikomy Maru”. Jedna dosięgła celu, trafiając w ładownię nr 3, w której przewożono ładunek benzyny. Statek eksplodował i zatonął w ciągu dwóch minut.
Wraz z „Ikomą Maru” zginęło 418 indyjskich jeńców oraz 43 członków załogi. Jednostki eskorty początkowo ratowały tylko japońskich rozbitków. Dopiero po tym, gdy zakończono ich poszukiwania, przystąpiły do ratowania jeńców. Wielu ocalałych Hindusów zostało pobitych przez japońskich marynarzy, którzy w ten sposób wyładowali frustrację spowodowaną amerykańskim atakiem.

## Pamięć
„Ikoma Maru” jest zaliczany do grona japońskich „piekielnych statków” (ang. Hellships).
„Ikoma Maru” jest jednym z „piekielnych statków”, które upamiętniono w obrębie tzw. Japanese Prison Ships Memorial Garden znajdującego się na terenie National Memorial Arboretum w brytyjskim Alrewas.